# Arseniato reduttasi (glutaredossina)
La arseniato reduttasi (glutaredossina) è un enzima appartenente alla classe delle ossidoreduttasi, che catalizza la seguente reazione:
arseniato + glutaredossina ⇄ arsenito + glutaredossina disolfuro + H2O
È un molibdoenzima. Le glutaredossine catalizzano ossidoriduzioni che coinvolgono glutatione-disolfuro ed ha un centro redox attivo composto da disolfuro e ditiolo nel sito attivo (-Cys-Pro-Tyr-Cys-) che forma un legame disolfuro nella forma ossidata. Le glutaredossine hanno un sito di legame per il glutatione, che è richiesto per ridurle nella forma ditiolica. Le tioredossine ridotte da NADPH e la tioredossina reduttasi possono agire come substrati alternativi. L'enzima fa parte di un sistema che detossifica la cellula dall'arsenato. Sebbene l'arsenito formato sia più tossico dell'arsenato, esso può essere estruso da alcuni batteri per mezzo dell'ATPasi trasportante arsenito numero EC 3.6.3.16; in altri organismi, l'arsenito può essere metilato dalla arsenito metiltransferasi numero EC 2.1.1.137.